# Alec Sokolow
Pour les articles homonymes, voir Sokolow.
Alec Sokolow est un scénariste, producteur et réalisateur américain. Il cosigne très fréquemment ses scénarios avec Joel Cohen.

## Filmographie

### Cinéma
Scénariste
- 1995 : Toy Story
- 1998 : Argent comptant
- 1999 : Goodbye Lover
- 2003 : Treize à la douzaine
- 2004 : Garfield
- 2006 : Garfield 2
- 2007 : Evan tout-puissant
- 2007 : Daddy Day Camp

Producteur
- 2008 : Gnomes and Trolls: The Secret Chamber (en)

Réalisateur
- 1995 : Monster Mash

### Télévision
Scénariste
- 1987 : The Wilton North Report (en)
- 1989-1990 : The Arsenio Hall Show (en) (25 épisodes)

## Distinctions
Récompenses
- Annie Award :
  - Meilleur scénario 1996 (Toy Story)

Nominations
- Oscar du cinéma :
  - Oscar du meilleur scénario original 1996 (Toy Story)
- Saturn Award :
  - Saturn Award du meilleur scénario 1996 (Toy Story)
- Prix Hugo :
  - Meilleur film 1996 (Toy Story)